# カローラIIにのって
「カローラIIにのって」（カローラツーにのって）は、小沢健二の6枚目のシングル。1995年1月1日に東芝EMIから発売された。

## 解説
表題曲「カローラIIにのって」は、トヨタ「カローラII」CMソングとして、前年1994年からオンエアされていた楽曲。
当初CDは全国の販売店向けに5000枚をプレスしたのみで、市販する予定はなかった。しかしCMが人気となったため市販に踏み切ったという経緯がある。市販用CDは80万枚以上を売り上げ、オリコン調べではシングルチャートで初のベスト10入り、かつ、シングル・アルバムを通して自身最高の売り上げを記録し、小沢の最大のヒット曲となった。
非売品・市販用ともにジャケット表面のデザインに大きな違いはないが、ジャケット裏面が異なるほか、規格品番（非売品がPCDSZ-1077、市販用はTODT-3418）の違いで見分けることができる。
ちなみに本作は作詞・作曲いずれにも小沢は関与していない初の作品。

## 収録曲
1. カローラIIにのって
2. カローラIIにのって (オリジナル・カラオケ)

（全曲 作詞:佐藤雅彦/内野真澄/松平敦子 作曲:内野真澄 編曲:吉川忠英）

## 収録アルバム
オリジナルバージョンはアルバム未収録。
- 小沢健二作品集「我ら、時」…LIVEバージョンを収録。

## タイアップ
「カローラIIにのって」…トヨタ「カローラII」CMソング